# الكنيسة الإنجيلية المشيخية بالسودان
بدأت الكنيسة الإنجيلية المشيخية السودانية (SEPC) من قبل المبشرين الأمريكيين الكنيسة المشيخية في الولايات المتحدة [الإنجليزية] في الجزء الشمالي من السودان. تم طرد المبشرين عام 1964. منذ ذلك الحين، نمت الكنيسة الإنجيلية المشيخية في شمال وغرب السودان وكذلك في جنوب السودان حيث انتقلت نسبة كبيرة من أعضاء الكنيسة الإنجيلية المشيخية إلى هناك تحسبًا لتشكيل دولة جديدة. تخضع الكنيسة الإنجيلية المشيخية في السودان حاليًا لقيادة المطران الياس تابان [الإنجليزية]، يرغب في إقامة كنائس في شمال السودان المسلم وجنوب السودان.
تؤكد الكنيسة قانون إيمان الرسل [الإنجليزية]، وأعتراف وستمنستر بالإيمان [الإنجليزية]، وقانون إيمان نيقية [الإنجليزية]. الكنيسة لديها 25 جماعة، 60 زمالة منزلية و 8000 عضو في عام 2004. الكنيسة لديها الآن 100 جماعة. الكنيسة الشريكة هي الكنيسة الإصلاحية في أمريكا.